# Marbach am Neckar

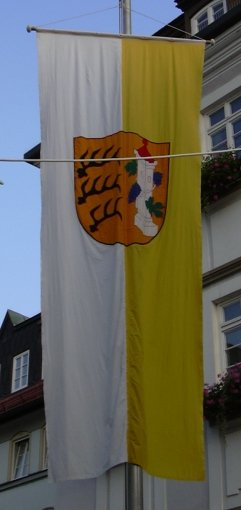
Bandeira da Cidade de Marbach

Marbach é uma cidade da Alemanha, no distrito de Ludwigsburg, na região administrativa de Estugarda, estado de Baden-Württemberg.
Com uma população de aproximadamente 16 mil habitantes, Marbach am Neckar localiza-se a quase 25 km de Stuttgart, às margens do rio Neckar. A cidada é conhecida por ser o local de nascimento de Friedrich von Schiller, poeta e dramaturgo; além de abrigar o Schiller-NationalMuseum.

## Pontos Turísticos
- Alexanderkirche, ou na Igreja de São Alexander, foi construída em 1450, por Aberlin Joerg. Destaca-se pela excelente acústica e obras de arte em seu interior.
- Casa onde nasceu Schiller.- Friedrich von Schiller nasceu em Marbach dia 5 de Novembro de 1759. Passou seus primeiros anos na cidade. Na casa onde ele nasceu, mantida intacta, hoje funciona um museu dedicado ao poeta. O visitante tem a oportunidade de ver os quartos restaurados, utensílios  pessoais da família, manuscritos originais e documentos.

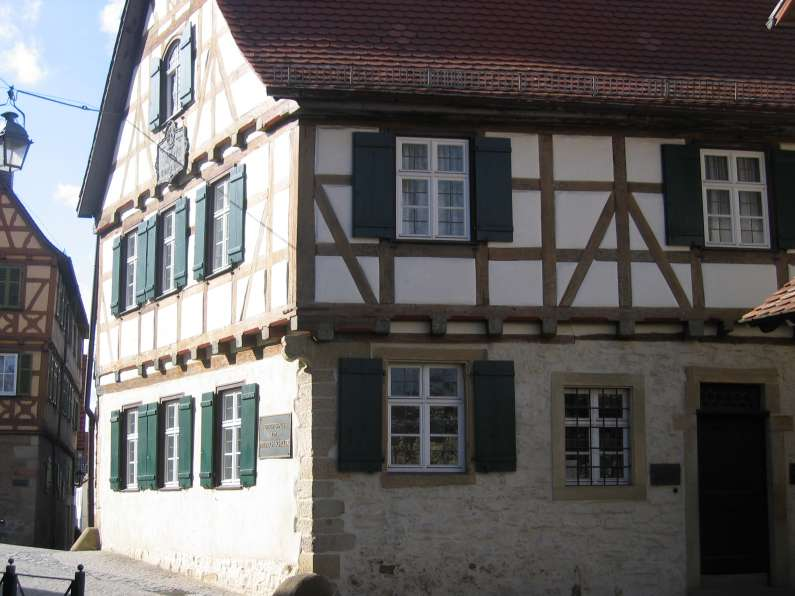
Casa onde nasceu Schiller

- Schiller Nationalmuseum - O Museu Nacional Schiller possui um grande acervo de obras e documentos relacionados à literautra alemã. Naturalmente, a ênfase é dada a Schiller.
- Tobias Mayer Museum - Museu dedicado ao renomado astrônomo, cartógrafo e matemático Tobias Mayer (1723-1762), nascido em Marbach. A casa é o local onde Mayer passou sua infância. O acervo possui obras de Mayer, bem como utensílios pessoais.